# Svante Dahlström

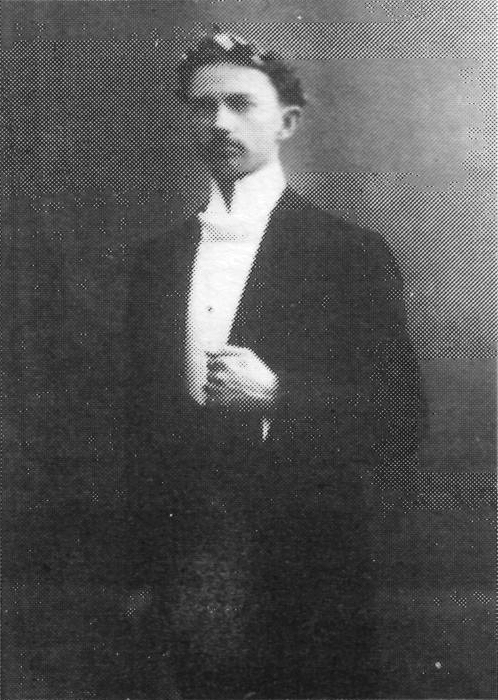
Svante Dahlström (1914).

Svante Dahlström, född 14 oktober 1883 i Åbo, död där 21 januari 1965, var en finländsk historiker. Han ingick 1925 äktenskap med Greta Dahlström och var far till Fabian Dahlström.
Dahlström var son till justitierådmannen Johan Edvard Dahlström och Augusta Charlotta Hallqvist. Efter studentexamen 1901 blev han filosofie kandidat 1910, var sekreterare i Stiftelsen för Åbo Akademi 1917–20 och sekreterare i akademins konsistorium 1918–44. Han blev filosofie licentiat 1929, var docent i nordisk historia 1930–44, extra ordinarie professor 1944–50 och blev filosofie doktor 1948. 
Dahlström grundade 1922 Åbolands sång- och musikförbund, där han länge var ordförande, och han var initiativtagare till Finlands svenska sång- och musikförbund 1929. Av hans historiska arbeten kan nämnas Åbo brand (1929) och Runsala (1942). Under pseudonymen "Père Noble" utgav han Sommar (berättelser, 1917) och Bokslut (poesi, 1939).